# Aleiodes coxalis
Aleiodes coxalis är en stekelart som först beskrevs av Maximilian Spinola 1808.  Aleiodes coxalis ingår i släktet Aleiodes och familjen bracksteklar. Arten är reproducerande i Sverige. Utöver nominatformen finns också underarten A. c. coxalis.